# FC Shahrdari Bandar Abbas
FC Shahrdari Bandar Abbas (en persa: شهرداری بندر عباس‎, Shiherdari-ye Bendâr Obas) es un equipo de fútbol de Irán que juega en la Liga 2, la tercera división nacional.

## Historia
Fue fundado en el año 2006 en la ciudad de Bandar Abbas luego de que el Esteghlal Kish desapareciera al finalizar la temporada 2005/06 en la Liga Azadegan, quedando cerca del ascenso a la primera división tras perder en la semifinal ante el Rah Ahan FC por 0-5 en el marcador global.
En la temporada 2010/11 tuvo una buena participación en la Copa Hazfi donde fue eliminado en los octavos de final, y en la siguiente temporada volvió a estar cerca del ascenso a la primera división pero terminó en tercer lugar. En las siguientes temporadas estuvo entre los lugares intermedios de la clasificación y terminó descendiendo en la temporada 2014/15 al terminar en undécimo lugar de su grupo.